# Оуда, Бисан
Бисан Оуда (араб. بيسان عودة‎; родилась в 1997 году) — палестинская журналистка, активистка и кинорежиссёр. Она наиболее известна своими видео в социальных сетях, документирующими её опыт во время Войны в Газе (с 2023). В 2024 году она получила премию Пибоди в категории «Новости», премию Эдварда Мэрроу и премию Эмми 2024 за выдающийся сюжет на актуальную тему в короткой форме за новостную серию на Аль-Джазире под названием Это Бисан из Газы, и я всё ещё жива.

## Ранние годы и карьера
Оуда выросла в Бейт-Ханун. С юных лет она интересовалась чтением, баскетболом и астрономией.
Она работала с несколькими организациями по различным вопросам. Будучи участницей Молодёжного форума ООН-женщины, она занималась вопросами гендерного равенства. Оуда сотрудничала с Европейским союзом по вопросам изменения климата и является послом доброй воли ЕС. Оуда также работает в Фонде народонаселения ООН (UNFPA).
Оуда является продюсером шоу Hakawatia, посвященного палестинской истории и культуре, которое транслируется на Roya TV. Она также вела образовательные видео на палестинском арабском языке для YouTube-канала Easy Languages.
Во время эскалации в мае 2021 года израильско-палестинского конфликта Оуда делилась видео на Instagram с целью привлечь международное внимание к условиям в Газе.

## Война в Газе (с 2023)
Во время войны Израиля и ХАМАС, начавшейся в октябре 2023 года, Оуда привлекла внимание своими регулярными видео и прямыми трансляциями в социальных сетях, документирующими опыт палестинских гражданских лиц. Она стала известна тем, что начинала свои видео с фразы «Я всё ещё жива» в различных вариациях. Её видео в основном на английском языке, хотя есть и на арабском. Её работы были опубликованы BBC News, Al Jazeera, ABC News, и Save the Children. В своих видео она рассказывала о нападениях Армии обороны Израиля (ЦАХАЛ), а также о нехватке безопасных убежищ, медицинской помощи, пищи и других ресурсов. К маю 2024 года у Оуды было более 4 миллионов подписчиков.

#### Репортажи и активизм
После того, как ЦАХАЛ приказала жителям Газы покинуть север в октябре 2023 года, Оуда и её родители переехали из Бейт-Ханун в больницу Аль-Шифа. Дом её семьи и её офис в Рималь были разбомблены, все оборудование для съёмок Оуды было уничтожено. В результате Оуда стала использовать свой телефон для записи видео. Из больницы Аль-Шифа Оуда сообщала о распространении болезней среди 50 тысяч перемещённых лиц, которым не хватало адекватного укрытия, воды и базовых санитарных условий.
3 ноября Оуда стала свидетелем авиаудара по скорой помощи Аль-Шифа. Оуда документировала «усугубляющуюся критическую ситуацию» в социальных сетях, сообщая о нехватке пищи и воды, разрушении солнечных панелей и бомбардировках. Она была вынуждена покинуть больницу Аль-Шифа после осады, устроенной ЦАХАЛ в середине ноября, и сообщала, что раненые умирали из-за отсутствия медицинской помощи. Она публиковала видео своего пути на юг в Хан-Юнис, на которых описывала мёртвые тела на обочинах дорог и брала интервью у выживших беженцев.
В начале декабря Оуда написала: «У меня больше нет надежды на выживание, как было в начале этого геноцида». Она также писала о кошмарах и болезнях. Её заявление цитировалось в нескольких новостных статьях, посвящённых убийству журналистов во время войны. Позже в том же месяце Оуда сообщила, что ей пришлось подстричься, так как не было достаточного количества воды и средств по уходу за волосами. Она также рассказывала о нехватке туалетов и гигиенических прокладок в лагере беженцев в Хан-Юнисе.

## Награды и номинации
| Год  | Премия                                   | Категория                                                  | Работа                              | Результат | Источник             |
| ---- | ---------------------------------------- | ---------------------------------------------------------- | ----------------------------------- | --------- | -------------------- |
| 2024 | Премия Пибоди                            | Новости                                                    | Это Бисан из Газы, и я всё ещё жива | Победа    | [ 22 ]               |
| 2024 | Премия Эдварда Мэрроу                    | Серия новостей — крупная цифровая организация              | Это Бисан из Газы, и я всё ещё жива | Победа    | [ 23 ] [ 24 ] [ 25 ] |
| 2024 | Новостные и документальные премии «Эмми» | Выдающаяся новостная история в формате короткого репортажа | Это Бисан из Газы, и я всё ещё жива | Победа    | [ 26 ]               |